# Ореховый остров
Оре́ховый остров (Пяхкинясаари, фин. Pähkinäsaari, Нётё, швед. Nötö) — небольшой остров в истоке Невы. Относится к Кировскому району Ленинградской области.
Главная достопримечательность — старинная новгородская крепость XIV века Орешек, которая ныне является филиалом Музея истории Санкт-Петербурга. Постоянного населения на острове нет. Музей связан с материковой частью (посёлок имени Морозова и Шлиссельбург) водным сообщением (катера).
Рельеф острова равнинный. Берега острова крутые, кроме восточного, где расположен пляж. У бастионов крепости берега укреплены камнем.
Остров покрыт травянистой растительностью (клевер, крапива, лопух, львиный зев, сурепка, чертополох). Растут кусты ольхи и красной бузины, единичны посадки ели, тополя, рябины и яблони. Животный мир представлен насекомыми (шмели, бабочки) и птицами (чайки).
Впервые Ореховый остров, расположенный в истоке реки Невы, упоминается в новгородских летописях в 1228 году, когда по Неве проходил знаменитый торговый путь «из варяг в греки». Пекинсааре (ореховый остров) упоминается в Хронике Эрика в связи экспедицией Харальда в 1300 году против карел Приладожья, предпринятой в год основания Ландскроны. В 1323 году великий князь Новгородский Юрий Данилович основал здесь крепость Орешек.